# Oligobregma hartmanae
Oligobregma hartmanae är en ringmaskart som beskrevs av Blake 1981. Oligobregma hartmanae ingår i släktet Oligobregma och familjen Scalibregmatidae. Inga underarter finns listade i Catalogue of Life.